# Vân Môn Khuông Chân Thiền sư quảng lục
Vân Môn Khuông Chân Thiền sư quảng lục (zh. 雲門匡眞禪師廣錄) - còn có tên Đại Từ Vân Khuông Chân Hoằng Minh Thiền sư ngữ lục, Vân Môn Văn Yển Thiền sư quảng lục, Vân Môn quảng lục - là một bộ ngữ lục, gồm 3 quyển, được Thiền sư Vân Môn Văn Yển soạn vào đời nhà Đường, Thủ Kiên biên, được xếp vào Đại Chính Tân Tu Đại tạng kinh, tập. 47, số 1988. Sách này thu thập Pháp ngữ, Kệ tụng v.v... của Thiền sư Vân Môn. Cơ phong của Vân Môn Văn Yển cao vút, hay lạ, dụng ngữ giản dị trong sáng mà bất ngờ, hiển bày tông phong siêu việt. Sau đây là một vài pháp thoại tiêu biểu cho cơ phong này (Chân Nguyên dịch Hán-Việt):
| 師上堂良久云。夫唱道之機。固難諧剖。若也一言相契。猶是多途。況復刀刀。有何所益。 | Sư thượng đường, lặng thinh một lúc lâu rồi nói: Thật là khó mà tìm được then chốt để xướng Đạo. Dù mỗi lời đều tương khế thì cũng còn nhiều câu hỏi chưa giải đáp, huống chi ăn nói huyên thuyên. Như thế có mang lại sở ích gì? |

| 然且教乘之中。各有殊分。律為戒學。經為定學。論為慧學。三藏五乘五時八教。各有所歸。然一乘圓頓也大難明。直下明得。與衲僧天地懸殊。 | Trong giáo thừa thì mỗi phần đều giữ một lĩnh vực đặc thù. Luật là giới học, kinh là định học và luận là huệ học. Tam tạng, ngũ thừa, ngũ thời bát giáo, mỗi mỗi đều đi đến chỗ nhất thừa viên đốn, và rất khó hiểu được. Ngay cả trường hợp các ngươi ngay đây hiểu được thì cũng còn khác nạp tăng đây như trời cách đất vậy! |

| 若向衲僧門下。句裏呈機。徒勞佇思。門庭敲磕千差萬別。擬欲進步向前過在。尋他舌頭布路。從上來事合作麼生。向者裏道圓道頓得麼。者邊那邊得麼。莫錯會好。莫見與麼道。便向不圓不頓處卜度。 | Nếu hướng nơi nạp tăng này mà trình cơ phong trong lời nói thì uổng công suy nghĩ vậy. Nếu muốn tiến bộ bằng cách gõ cửa từng môn đình với thiên sai vạn biệt của chúng thì đó vẫn là sai lạc, bởi vì các ngươi vẫn còn tìm những lời giải trên đầu lưỡi người khác. Như vậy thì làm sao nắm bắt sự việc được truyền xưa nay? Nhắm vào đó mà nói viên nói đốn liệu có đạt được không? Nó có đưa cái gì đến nơi này nơi kia? Chớ có hiểu lầm ta đây! Nếu các người nghe nói như vậy thì cũng không nên đoán mò là sự việc xoay quanh "bất viên", "bất đốn"! |

| 者裏也。須是箇人始得。莫將依師語相似語則度語。到處呈中將為自己見解。莫錯會。秖如今有什麼事。對眾決擇看。 | Ở trong đây phải có một người chính đáng. Các người chớ có dựa vào lời của một vị thầy nào đó hoặc những lời truyền tương tự như vậy rồi đi mọi nơi đưa ra cho là kiến giải của chính mình. Chớ có hiểu lầm ta! Hãy thử lấy vấn đề các ngươi đang có ra trước đại chúng để giãi bày xem! |

| 時有州主何公。禮拜問曰。弟子請益。 | Lúc đó, vị châu chủ là Hà công lễ bái và nói: "Đệ tử muốn thỉnh ích!" |

| 師云。目前無異草。 | Sư đáp: "Trước mắt ta không có loại cỏ dị biệt". |

Các tắc Vân Môn lộ trụ (zh. 雲門露柱), Vân Môn càn thỉ quyết (zh. 雲門幹屎橛) trong sách này khiến cho mọi người cảm thấy thích đọc. Phần hành lục của quyển hạ là truyện ký chân thật của thiền sư do Tập hiền điện Lôi Nhạc soạn. Cuối quyển có phụ lục Tụng Vân Môn Tam Cú ngữ với 8 bài tụng còn sót lại của Duyên Mật (đệ tử Vân Môn).